# پارادوکس دروغگو

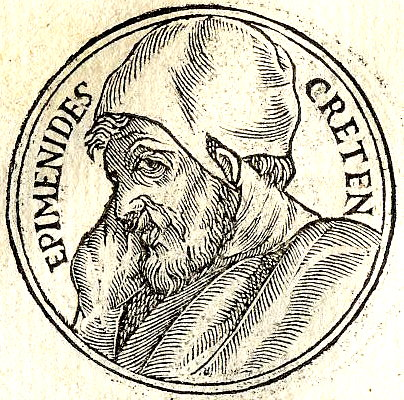
اپیمندس که یک فیلسوف-شاعر یونانی بود.

پارادوکس‌های دروغگو (به انگلیسی: Liar paradox) یکی از گروه-پارادوکس‌های خودارجاع هستند. می‌گویند این پارادوکس بسیاری از متفکران را زجر داده به طوری که حتی به مرگِ نابهنگامِ یکی از آنان به نامِ فیلتوس (Philitas of Cos) منجر شده‌است.
این پارادوکس‌ها به صورت‌های مختلفی قابل طرح هستند:
- جملهٔ بعدی صحیح است. جملهٔ قبلی دروغ است.
- این جمله‌ای که همین الان دارم می‌گویم دروغ است.[۳]
- اپیمندس اهل کرت می‌گوید: همه اهالی کرت دروغگو هستند.

برای مثال در مورد دوم می‌پرسیم که آیا این گزاره راست است یا دروغ؟ اگر راست باشد، آنچه می‌گوید درست و مطابق با واقع است، پس درست می‌گوید که دروغ است، پس دروغ است، و این در حالی است که کمی پیش‌تر گفتیم راست است، پس این گزاره هم راست است و هم دروغ. حال اگر فرض کنیم که دروغ باشد، از آن‌جا که خودش هم به کذب خود اذعان می‌کند؛ راست است. در هر دو حالت (چه در ابتدا آن را راست در نظر بگیریم و چه دروغ) به نظر می‌رسد که در نهایت این گزاره هم راست است و هم دروغ.
نسخهٔ دیگرِ پارادوکس که صورتی ساده‌شده از پارادوکس راسل است:
- یک آرایشگر در شهری هست که می‌گوید: «فقط و حتماً سرِ کسانی را اصلاح می‌کنم که خودشان سرِ خودشان را اصلاح نمی‌کنند». سؤال این است: این آرایشگر سرِ خودش را اصلاح می‌کند یا نه؟ اگر بکند باید نکند و اگر نکند باید بکند.

همچنین یکی از تفسیرهای ممکن برای عبارت دانم که ندانم، آن را یک خودارجاعی از نوع پارادوکس دروغگو معرفی می‌کند و پارادوکس سقراط می‌نامد.
یکی از راهِ‌حل‌هایی که برای حل این پارادوکس‌ها پیشنهاد شده ادعای اینست که در هیچ زبانی حقِ صحبت دربارهٔ صدق و کذبِ گزاره‌هایِ خودِ آن زبان وجود ندارد. در نظریهٔ مجموعه‌ها این حرف معادلِ آن است که هیچ مجموعه‌ای نمی‌تواند عضوِ خودش باشد.